# Окуев, Шима Хамидович
Ши́ма Хами́дович Оку́ев (6 ноября 1937, Грозный — 16 декабря 1986, Грозный) — чеченский поэт и прозаик. Член Союзов писателей СССР и Чечено-Ингушской АССР.

## Биография
Родился в 1937 году. Его отец Хамид Орцуевич Окуев работал в Чечено-Ингушском обкоме ВКП(б) и принимал активное участие в преобразованиях в Чечне в 1930-е годы. В 1937 году его арестовали как «врага народа». Он скончался в 1952 году в городе Алма-Ата уже после освобождения.
В семь лет Шима Окуев вместе со всем чеченским народом был депортирован. В 1954 году, окончив 7 классов, устроился на шахту, где и проработал до возвращения домой. Вернулся на родину в 1957 году. Тогда же начал литературную деятельность. Окончил филологический факультет Чечено-Ингушского государственного педагогического института. До призыва в армию был редактором районной газеты «Ленинхо» («Ленинец»).
После службы в армии окончил Высшую партийную школу при ЦК КПСС, курсы по подготовке советских работников. После возвращения в Чечню работал в райкоме партии, редакциях газет, школах. В 1973 году тяжёлая болезнь вынудила его бросить работу. Он всецело сосредоточился на литературной деятельности, которой занимался до самой смерти в декабре 1986 года.

## Семья
- Мать — А. Т. Мусаева[2]

## Дискография
В 2013 году выпущен компакт-диск «Сан некъ» («Мой путь») с песнями на стихи Шимы Окуева:
| №  | Название песни      | Перевод                 | Исполнитель        | Композитор      |
| -- | ------------------- | ----------------------- | ------------------ | --------------- |
| 1  | Ма дукха йийзи хьо  | Как сильно я тебя любил | Ильяс Абдукаримов  | С.-Э. Яскаев    |
| 2  | Хан уьду            | Время бежит             | Зара Эльмурзаева   | И. Мусхабов     |
| 3  | Лаьмнашкахь суьйре  | Вечер в горах           | Тамара Адамова     | Тамара Адамова  |
| 4  | Сан некъ            | Мой путь                | Ахмед Гадаев       | Ахмед Гадаев    |
| 5  | Грозный             | Грозный                 |                    | Шима Окуев      |
| 6  | Нохчийн кӏентий     | Чеченские парни         | Зелимхан Дудаев    | С. Цугаев       |
| 7  | Сан деган эла       | Князь моего сердца      | Зелимхан Дудаев    | Зелимхан Дудаев |
| 8  | Хьоьга хьайга       | Тебе самому             | Имран Усманов      | Имран Усманов   |
| 9  | Сатийсар            | Ожидание                | Макка Сагаипова    | С. Цугаев       |
| 10 | Шуьйта              | Шатой                   | Раиса Кагерманова  | Ш. Окуев        |
| 11 | Сан хьоме Нохчийчоь | Моя родная Чечня        | Ризван Исмаилов    | Ризван Исмаилов |
| 12 | Шела                | Шали                    | Сахаб Межидов      | А. Ганаев       |
| 13 | Сан дай             | Мои предки              | Шарпуддин Исмаилов | Р. Исмаилов     |